# كاثرين أمريكا
كاترينا أمريكا (بالإنجليزية: Katrīna Amerika)‏ (من مواليد 31 أيار / مايو 1991 في يلغافا، لاتفيا) وهي لاعبة شطرنج لاتفية وحاصلة على لقب «أستاذ دولي في (الشطرنج)» (2009). شاركت في المركز الثالث في بطولة أوروبا للبنات تحت سن 12 عام 2003.
فازت ببطولة الشطرنج اللاتفية للنساء في عام 2014، واحتلت المركز الثاني في عام 2011، و 2013، والثالثة في ثلاث مناسبات (2004، 2009، 2010).
لعب كاترينا أمريكا مع لاتفيا في أولمبياد الشطرنج:
- في 2008، حصلت على المركز الرابع في أولمبياد الشطرنج 2008 في درسدن (+7 −2 =1);
- في 2010، حصلت على المركز الرابع في أولمبياد الشطرنج 2010 في خانتي-مانسييسك (+4 -2 =3);
- في 2012، حصلت على المركز الرابع في أولمبياد الشطرنج 2012 في إسطنبول (+5 -3 =1);[4]
- في 2014، حصلت على المركز الرابع في أولمبياد الشطرنج 2014 في ترومسو (+8 -2 =1).

لعبت كاترنا أمريكا لصالح لاتفيا في بطولة الشطرنج الأوروبية للنساء:
- في 2011، حصلت على المركز الثالث في بطولة الشطرنج الأوروبية للنساء في بورتو كاراس (+2 −1 =1);
- في 2015، حصلت على المركز الرابع في بطولة الشطرنج الأوروبية للنساء في ريكيافيك (+3 −2 =4).

## وصلات خارجية
- كاثرين أمريكا على موقع الاتحاد الدولي للشطرنج (الإنجليزية)
- كاثرين أمريكا على موقع مباريات الشطرنج (الإنجليزية)
- كاثرين أمريكا على موقع 365Chess.com (الإنجليزية)
- كاثرين أمريكا على موقع Chesstempo.com (الإنجليزية)
- كاثرين أمريكا سجل أولمبياد الشطرنج للسيدات على موقع OlimpBase.org (الإنجليزية)
- Katrina Amerika، مؤرشف من الأصل في 2017-07-11 player profile at 365chess.com
- Katrina Amerika، مؤرشف من الأصل في 2019-12-12 player profile at chesstempo.com